# Nariño (ort i Nariño, lat 1,29, long -77,36)
Nariño är en ort i Colombia.   Den ligger i departementet Nariño, i den sydvästra delen av landet, 500 km sydväst om huvudstaden Bogotá. Nariño ligger 2 347 meter över havet och antalet invånare är 2 933.
Terrängen runt Nariño är kuperad åt nordväst, men åt sydost är den bergig. Terrängen runt Nariño sluttar norrut. Runt Nariño är det tätbefolkat, med 286 invånare per kvadratkilometer. Närmaste större samhälle är Pasto, 12,0 km sydost om Nariño. Omgivningarna runt Nariño är en mosaik av jordbruksmark och naturlig växtlighet.